# 뉴욕 제츠
뉴욕 제츠(New York Jets)는 뉴저지주 이스트러더퍼드에 본거지를 둔 내셔널 풋볼 리그(NFL) 팀이다. 홈구장 메트라이프 스타디움은 뉴욕 자이언츠와 함께 이용한다. 1959년 아메리칸 풋볼 리그(AFL)의 창설 구성원이며, 창단 당시 이름은 타이탄스오브뉴욕(Titans of New York)이다. 1963년 현재 이름으로 개명하였다. 창단 당시에는 폴로 그라운즈를 사용했으나, 1964년 셰이 스타디움, 1984년 메도 스포츠 컴플렉스로 구장을 변경했다. 1970년 AFL이 NFL과 합쳐짐에 따라, NFL의 일원이 되었다.